# St. Louis Rams 2010
La stagione 2010 dei St. Louis Rams è stata la 73ª della franchigia nella National Football League e la 16ª a St. Louis, Missouri La squadra dopo avere terminato con il peggior record della NFL, 1-15, nel 2009, era in possesso della prima scelta assoluta nel Draft NFL 2010 con cui scelse il quarterback Sam Bradford.
Stan Kroenke il 25 agosto 2010 acquistò il 100% dei Rams da Chip Rosenbloom e Lucia Rodriguez. Kroenke era già proprietario dei Denver Nuggets della NBA e dei Colorado Avalanche della NHL.

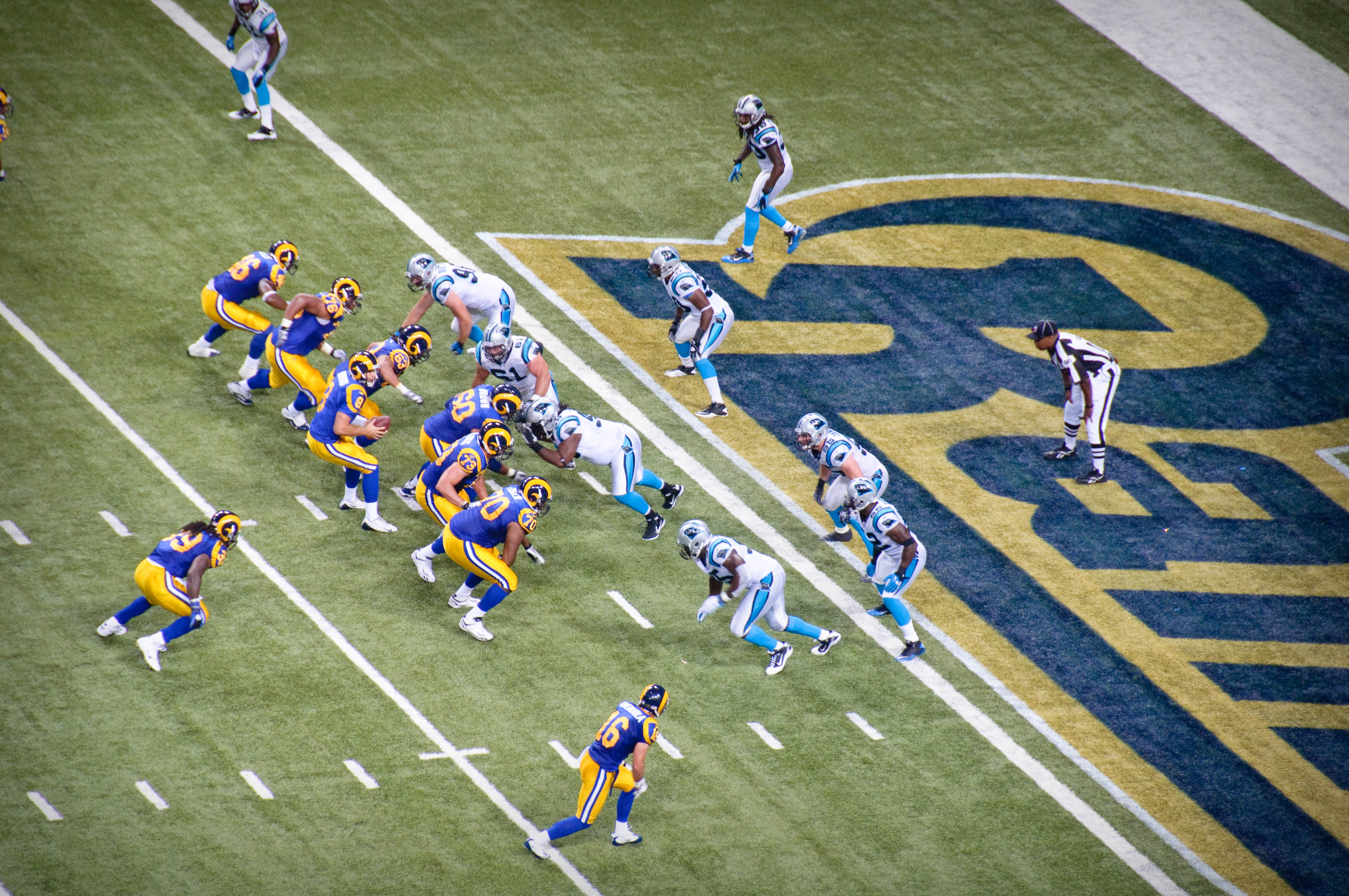
St. Louis in casa contro Carolina il 31 ottobre 2010

## Scelte nel Draft 2009
| Scelte dei Rams nel Draft 2010 |        |                      |       |               |
| Ordine                         | Ordine | Giocatore            | Ruolo | College       |
| Giro                           | Scelta | Giocatore            | Ruolo | College       |
| 1                              | 1      | Sam Bradford         | QB    | Oklahoma      |
| 2                              | 33     | Rodger Saffold       | OT    | Indiana       |
| 3                              | 65     | Jerome Murphy        | CB    | South Florida |
| 4                              | 99     | Mardy Gilyard        | WR    | Cincinnati    |
| 5                              | 132    | Michael Hoomanawanui | TE    | Illinois      |
| 5                              | 149    | Hall Davis           | DE    | Louisiana     |
| 6                              | 170    | Fendi Onobun         | TE    | Houston       |
| 6                              | 189    | Eugene Sims          | DE    | W. Texas A&M  |
| 7                              | 211    | Marquis Johnson      | CB    | Alabama       |
| 7                              | 226    | George Selvie        | DE    | South Florida |
| 7                              | 254    | Josh Hull            | LB    | Penn State    |

## Roster
| Roster dei St. Louis Rams nel 2009 |
| --- |
| Quarterback - 8 Sam Bradford - 4 A.J. Feeley Running Back - 34 Kenneth Darby - 39 Steven Jackson - 44 Mike Karney FB - 38 Keith Toston Wide Receiver - 84 Danario Alexander - 16 Danny Amendola RS - 11 Brandon Gibson - 81 Mardy Gilyard - 19 Laurent Robinson Tight End - 47 Billy Bajema - 46 Daniel Fells - 86 Michael Hoomanawanui - 88 Derek Schouman Offensive Linemen - 63 Jacob Bell G - 60 Jason Brown C - 70 Renardo Foster T - 65 Hank Fraley G/C - 73 Adam Goldberg G/T - 79 John Greco G - 76 Rodger Saffold T - 77 Jason Smith T Defensive Linemen - 99 C.J. Ah You DE - 93 Jermelle Cudjo DT - 71 Gary Gibson DT - 96 James Hall DE - 72 Chris Long DE - 98 Fred Robbins DT - 97 Darell Scott DT - 90 George Selvie DE - 92 Eugene Sims DE Linebacker - 57 Chris Chamberlain OLB - 59 Larry Grant OLB - 52 Curtis Johnson OLB - 50 Bryan Kehl OLB - 55 James Laurinaitis MLB - 51 David Nixon OLB - 58 David Vobora MLB/OLB Defensive Back - 21 Oshiomogho Atogwe FS - 24 Ron Bartell CB - 37 James Butler SS - 36 Quincy Butler CB - 43 Craig Dahl SS - 35 Kevin Dockery CB - 32 Bradley Fletcher CB - 31 Justin King CB - 22 Michael Lewis SS - 23 Jerome Murphy CB - 20 Darian Stewart FS Special Team - 3 Josh Brown K - 5 Donnie Jones P - 45 Chris Massey LS Lista delle riserve - 17 Donnie Avery WR (IR) - 89 Mark Clayton WR (IR) - 15 Dominique Curry WR (IR) - 53 Na'il Diggs OLB (IR) - 93 Chris Hovan DT (IR) - 56 Josh Hull MLB (IR) - 87 Darcy Johnson TE (IR) - 49 Brit Miller FB (IR) - 48 Fendi Onobun TE (IR) - 95 Clifton Ryan DT (IR) - 66 Mark Setterstrom C/G (PUP) Squadra di allenamento - 25 Marquis Johnson CB (Practice squad/Injured) - 12 Thaddeus Lewis QB - 68 Ryan McKee OT - 83 Brandon McRae WR (Practice squad/Injured) - 82 Greg Mathews WR - 67 Drew Miller C - 94 Jimmy Saddler-McQueen DT - 54 Maurice Simpkins OLB - 33 Chauncey Washington RB - 18 Joe West WR |
| Legenda - I rookie sono in corsivo. - Il primo ruolo è il principale mentre gli eventuali successivi indicano i ruoli secondari. - (IR) sta per Injured Reserve ed indica la lista ristretta per un solo giocatore infortunato che può tornare ad allenarsi dopo la settimana 6 e a rientrare in prima squadra dopo che questa ha giocato 8 partite. - (NF-Inj.) / (NF-Ill.) stanno rispettivamente per Non-Football Injured e Non-Football Illness ed indicano le liste dove viene inserito un giocatore che ha un infortunio o una malattia non dipendente dal football americano. - (PUP) sta per Physically Unable to Perform ed indica la lista dove viene inserito un giocatore mentre è in attesa di recuperare la condizione fisica. Nella stagione regolare dopo la sesta partita giocata dalla propria squadra, il giocatore ha tempo tre settimane per riprendere ad allenarsi, più tre settimane aggiuntive dal suo rientro agli allenamenti per rientrare in prima squadra. |

## Calendario
| Stagione regolare |                         |                    |                    |                                 |                    |
| Turno             | Avversario              | Risultato          | Risultato          | Stadio                          | NFL.com recap      |
| Turno             | Avversario              | Punteggio          | Record             | Stadio                          | NFL.com recap      |
| 1                 | Arizona Cardinals       | S 13–17            | 0–1                | Edward Jones Dome               | Recap              |
| 2                 | at Oakland Raiders      | S 14–16            | 0–2                | Oakland–Alameda County Coliseum | Recap              |
| 3                 | Washington Redskins     | V 30–16            | 1–2                | Edward Jones Dome               | Recap              |
| 4                 | Seattle Seahawks        | V 20–3             | 2–2                | Edward Jones Dome               | Recap              |
| 5                 | at Detroit Lions        | S 6–44             | 2–3                | Ford Field                      | Recap              |
| 6                 | San Diego Chargers      | V 20–17            | 3–3                | Edward Jones Dome               | Recap              |
| 7                 | at Tampa Bay Buccaneers | S 17–18            | 3–4                | Raymond James Stadium           | Recap              |
| 8                 | Carolina Panthers       | V 20–10            | 4–4                | Edward Jones Dome               | Recap              |
| 9                 | Settimana di pausa      | Settimana di pausa | Settimana di pausa | Settimana di pausa              | Settimana di pausa |
| 10                | at San Francisco 49ers  | S 20–23 (DTS)      | 4–5                | Candlestick Park                | Recap              |
| 11                | Atlanta Falcons         | S 17–34            | 4–6                | Edward Jones Dome               | Recap              |
| 12                | at Denver Broncos       | V 36–33            | 5–6                | INVESCO Field at Mile High      | Recap              |
| 13                | at Arizona Cardinals    | V 19–6             | 6–6                | University of Phoenix Stadium   | Recap              |
| 14                | at New Orleans Saints   | S 13–31            | 6–7                | Louisiana Superdome             | Recap              |
| 15                | Kansas City Chiefs      | S 13–27            | 6–8                | Edward Jones Dome               | Recap              |
| 16                | San Francisco 49ers     | V 25–17            | 7–8                | Edward Jones Dome               | Recap              |
| 17                | at Seattle Seahawks     | S 6–16             | 7–9                | Qwest Field                     | Recap              |

## Classifiche
| NFC West             |   |    |   |      |     |      |     |     |     |
|                      | V | S  | P | %    | DIV | CONF | PF  | PS  | STR |
| (4) Seattle Seahawks | 7 | 9  | 0 | .438 | 4–2 | 6–6  | 311 | 407 | V1  |
| St. Louis Rams       | 7 | 9  | 0 | .438 | 3–3 | 5–7  | 289 | 328 | S1  |
| San Francisco 49ers  | 6 | 10 | 0 | .375 | 4–2 | 4–8  | 305 | 346 | V1  |
| Arizona Cardinals    | 5 | 11 | 0 | .313 | 1–5 | 3–9  | 289 | 434 | S1  |

## Premi
- Sam Bradford:

rookie offensivo dell'anno